# 石谷町 (鹿児島市)
石谷町（いしだにちょう）は、鹿児島県鹿児島市の町。旧薩摩国日置郡伊集院郷石谷村、日置郡上伊集院村大字石谷、日置郡松元町大字石谷。郵便番号は899-2701。世帯数は1,906世帯、人口は4,775人（2020年4月1日現在）。
鹿児島市の西部に位置する。鎌倉時代の弘長元年（1261年）に土橋村（現在の日置市伊集院町土橋）から分割され石谷村として成立した。南北朝時代には町田氏と伊集院氏との間で石谷村の領有を巡る騒乱が発生したことにより伊集院氏は肥後へ逃亡し、以後廃藩置県まで町田氏が私領として石谷の地を治めた。

## 地理
鹿児島市の西部、長谷川の支流石谷川上流域の台地上に位置している。町域の北方には日置市伊集院町竹之山、日置市伊集院町土橋、南方には鹿児島市上谷口町、鹿児島市春山町、西方には鹿児島市福山町、鹿児島市松陽台町、日置市伊集院町清藤、東方には鹿児島市犬迫町、鹿児島市西別府町、鹿児島市五ケ別府町が接している。
高速道路は南九州西回り自動車道鹿児島道路（国道3号バイパス）が町域の中央部を東西に横断しており、松元インターチェンジが所在している。また、松元インターチェンジに併設して松元本線料金所が設置されている。
一般道路は町域の北端部、日置市との境界線上を鹿児島県道206号徳重横井鹿児島線（旧薩摩街道の一部）が東西に通り、東部には鹿児島県道24号鹿児島東市来線が鹿児島市五ケ別府町との境界上を南北に通っている。また、町域を縦断するように鹿児島県道210号小山田谷山線が南北に通っており、県道210号は松元IC以南は片側2車線で整備されている。
交通アクセスの改善により商業施設の建設や、隣接する松陽台町や春山町と同様に宅地化が進んでいる。

### 自治公民館
石谷町内には仁田尾前、仁田尾中、仁田尾後、仁田尾団地、石谷東、松の尾、石谷西、六ヶ所、石谷下、新村上、新村下の各公民館が設置されている。

## 歴史

### 石谷の成立
弘長元年（1261年）まで土橋村（現在の日置市伊集院町土橋）の一部であり、山田氏が治めていたが、現在の石谷町の区域を石谷氏（紀氏、後の町田氏）に売却し土橋村の一部から分離され石谷村が成立した。

### 南北朝期の争乱と町田氏による支配
南北朝時代には薩摩国伊集院のうちの石谷村であった。
南北朝分裂の際、石谷を領していた石谷氏が北朝方に加担し、南朝方には伊集院氏が加担していた。伊集院氏を首領とする伊集院地区の南朝方軍団の勢力拡大により、伊集院、郡山、日置一帯が伊集院氏の統治下となった、南北朝期以後石谷の地は伊集院氏の統治下にあった。その後伊集院頼久の乱で対立していた久豊と伊集院頼久が和解し、その条件として頼久の娘（熙久の姉）が久豊に嫁いだ際、伊集院氏側から石谷村が化粧料として贈られ、それまで伊集院領であった石谷は島津本家の直轄地となった。その後島津久豊が死去、子の島津忠国が守護の地位を継ぐと、当地は町田高久（石谷氏）に与えられた。
町田高久に石谷が与えられたころには既に久豊も煕久の姉も亡くなっており、旧来の領地である石谷が町田氏に与えられたことに不満を覚えた煕久は、宝徳元年（1449年）に石谷高久（町田高久）を居城の一宇治城（現在の日置市伊集院町大田に所在）に招き彼を殺害し、石谷の地を得た。
その後石谷高久の子頼本がこのことを島津忠国に訴えたと島津国史に記してある。宝徳2年に島津忠国は伊集院煕久を攻撃し、これにより煕久は肥後に逃亡したため伊集院氏による支配が終わり、石谷の地は再び石谷氏に与えられた。
天文5年に頼本の子孫石谷忠栄は島津日新・貴久父子に内応し、石谷城に兵を挙げたが島津実久の軍に敗れ、忠栄の父梅久は戦死し、忠栄は伊集院の貴久の元に行った（伏野原の戦い）。翌年の天文6年に貴久の軍は実久の将であった肥後助西を殺害し、福山塁の敵も城を棄て去った為石谷は再び忠栄の元に戻り、忠栄は石谷姓より町田姓に復帰し、以後町田氏が治めた。

### 近世の石谷村
江戸時代には薩摩国日置郡伊集院郷（外城）のうちであり、村高は「郡村高辻帳」及び「天保郷帳」では1,049石余、「旧高旧領取調帳」では683石余であった。村内は仁田尾、東、松ノ尾、西、六ヶ所、下、新村などの字に分かれていた。
また、寺田屋騒動で知られる有馬新七は石谷の領主であった町田久成の要請により万治元年より石谷の地を統治していた。居住地は西方限にあり、有馬新七によって文久元年に東方限の丸岡に楠公神社が造営され、二才連中の訓育の為に悪事をなした者の罰として石を運搬させ、地内に石畳（石坂）を作らせるなどをしたとされている。

### 町村制施行以後
1889年（明治22年）には町村制が施行されたのに伴い、伊集院郷のうち南部の上谷口村、春山村、石谷村、直木村、入佐村、福山村の5村の区域より上伊集院村が成立した。それまでの石谷村の区域は上伊集院村の大字「石谷」となった。1960年（昭和35年）4月1日には上伊集院村が改称し松元村となり、同時に松元村が町制施行し松元町となった。
1998年（平成10年）には、字域内に南九州西回り自動車道の松元インターチェンジが設置され、インターチェンジの施設内に本線料金所が併設された。また、2005年（平成17年）には鹿児島県道210号小山田谷山線のバイパスが開通し、石谷町の区間内は概ね片側2車線の4車線道路として整備された。
2003年（平成15年）7月4日には石谷、福山、上谷口の一部より分割され大字松陽台が設置された、また、翌年11月1日には松元町が日置郡郡山町、鹿児島郡吉田町、桜島町、揖宿郡喜入町と共に鹿児島市に編入された。合併に際して設置された法定合併協議会である鹿児島地区合併協議会における協議によって、松元町の区域の大字については「字の区域を廃止し、当該廃止された字の区域に相当する区域により新たに町の区域を設定し、その名称については表示案に基づき、各町の意向を尊重し合併までに調整するものとする」と協定された。
前述の協定に基づいて、合併前の10月26日に鹿児島県の告示である「 町の区域の設定及び字の廃止」が鹿児島県公報に掲載された。この告示の規定に基づき、それまでの大字石谷は廃止され、大字石谷の全域を以て新たに鹿児島市の町「石谷町」が設置された。

### 字域の変遷
| 実施後                   | 実施年             | 実施前                 |
| ------------------------ | ------------------ | ---------------------- |
| 松元町大字松陽台（新設） | 2003年（平成15年） | 松元町大字石谷（一部） |

## 人口
以下の表は国勢調査による小地域集計が開始された1995年以降の人口の推移である。
| 年                 | 人口  |
| ------------------ | ----- |
| 1995年（平成7年）  | 3,261 |
| 2000年（平成12年） | 3,367 |
| 2005年（平成17年） | 3,371 |
| 2010年（平成22年） | 3,593 |
| 2015年（平成27年） | 4,243 |

## 文化財

### 市指定
- 石谷の石坂（史跡）
- 町田家の墓（史跡）[28]

## 施設

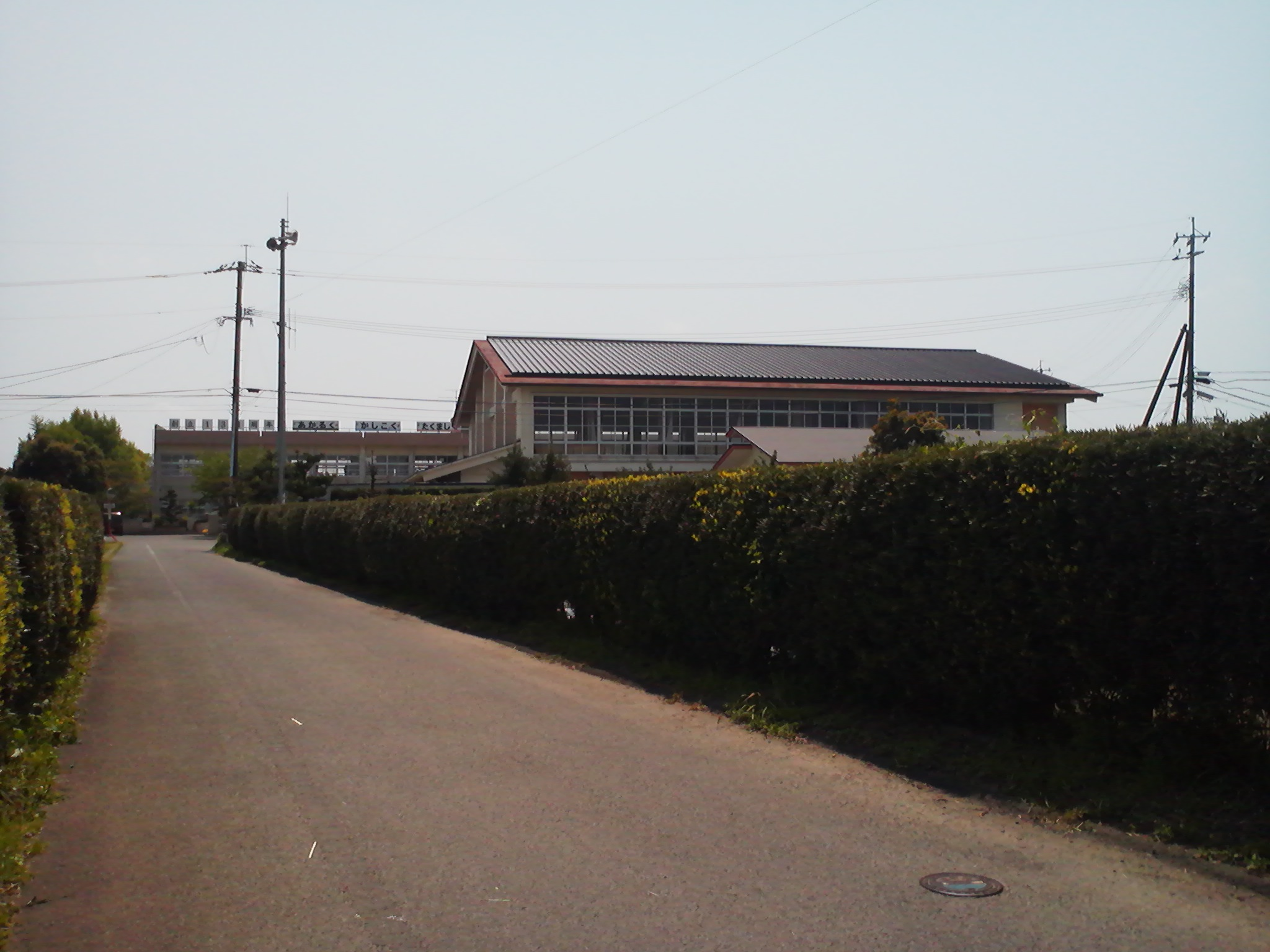
鹿児島市立石谷小学校

### 公共
- すこやかランド石坂の里[29]

### 教育
- 鹿児島市立石谷小学校
  - 石谷児童クラブ
- 仁田尾保育園

### その他
- 西日本高速道路松元料金所
- 中村晋也美術館

## 小・中学校の学区
市立小・中学校に通う場合、学区（校区）は以下の通りとなる。
| 町丁   | 番・番地       | 小学校               | 中学校               |
| ------ | -------------- | -------------------- | -------------------- |
| 石谷町 | 一部を除く全域 | 鹿児島市立石谷小学校 | 鹿児島市立松元中学校 |
| 石谷町 | 一部           | 鹿児島市立松元小学校 | 鹿児島市立松元中学校 |

## 交通

### 道路
一般国道

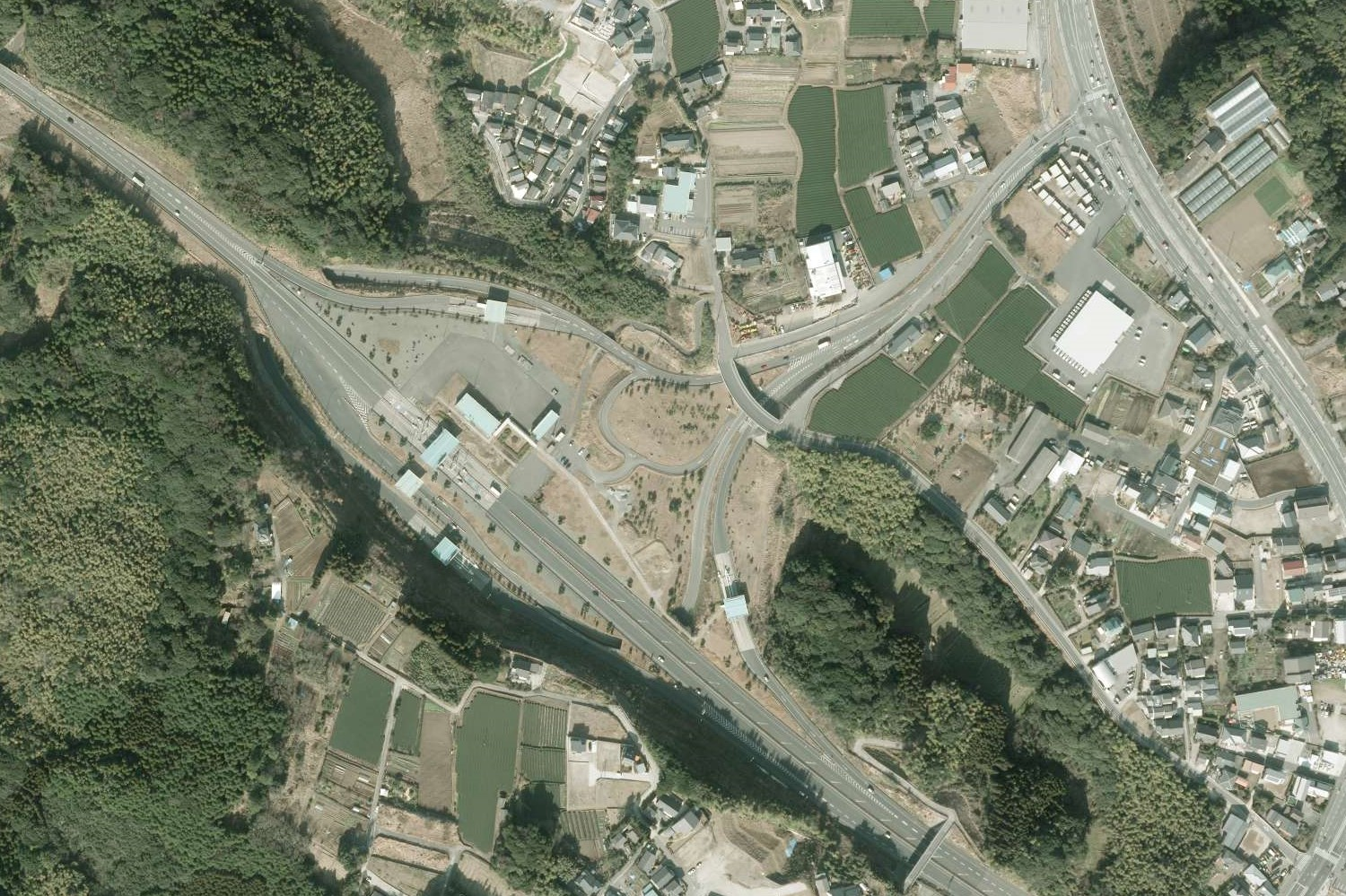
松元インターチェンジの上空の航空写真

- 国道3号（南九州西回り自動車道 鹿児島道路）
  - 松元インターチェンジ
  - 松元本線料金所
  - 松元バスストップ（休止中）

主要地方道
- 鹿児島県道24号鹿児島東市来線

一般県道
- 鹿児島県道206号徳重横井鹿児島線
- 鹿児島県道210号小山田谷山線